# Hadena drenowskii
Hadena drenowskii är en fjärilsart som beskrevs av Hans Rebel 1930. Hadena drenowskii ingår i släktet Hadena och familjen nattflyn. Inga underarter finns listade i Catalogue of Life.